# Fountain Green (Utah)
Pour les articles homonymes, voir Fountain Green.
La ville de Fountain Green est située dans le comté de Sanpete, dans l’État de l’Utah, aux États-Unis. Sa population s’élevait à 1 071 habitants lors du recensement de 2010, estimée à 1 104 habitants en 2016.

## Source
- (en) Cet article est partiellement ou en totalité issu de l’article de Wikipédia en anglais intitulé « Fountain Green, Utah » (voir la liste des auteurs).